# Sinis
Segons la mitologia grega, Sinis (en grec antic Σίνις), o Siris, va ser, segons la mitologia grega, un bandit, a vegades descrit com si fos un gegant. Sinis era el fill de Procust i Silea, o bé de Posidó. Va ser mort per Teseu.
Assaltava els viatgers prop de Corint i després doblegava un pi fins a terra (o obligava al viatger a ajudar-lo), per catapultar les seues víctimes (o, segons una variant, les lligava a dos pins oposats per esquarterar-les en amollar-los).
Aquest mètode va donar-li l'epítet de Πιτυοκάμπτης, Pityocamptes ("vinclador de pins"). Durant el seu viatge de Trezè a Atenes, Teseu va matar Sinis de la mateixa manera i va violar-li la filla, Perigune, que quedà en estat i que donaria a llum Melanip. Perigune es casà més tard amb Deíon, fill d'Èurit, rei d'Ecàlia.
Una altra tradició diu que mentre Teseu matava Sinis, Perigune s'amagà en una plantació d'espàrrecs. Després es va unir amb Teseu voluntàriament, i li donà per fill Melanip. Aquest Melanip, al seu torn, va tenir un fill, Ioxos, els descendents del qual mostraven una especial devoció pels espàrrecs, ja que la seva avantpassada havia salvat la vida gràcies a aquesta planta.